# NEWS LIVE TOUR 2019 WORLDISTA
「NEWS LIVE TOUR 2019 WORLDISTA」（ニュース ライブ ツアー 2019 ワールディスタ）は、NEWSの14枚目のライブBlu-ray&DVD。
2020年10月21日にジャニーズ・エンタテイメントから発売。

## 概要
前作から約10か月ぶりとなるライブBlu-ray/DVD。
2019年に行われた全国ツアーの内、ツアーファイナルとなった5月26日の長野エムウェーブ公演の模様を収録している。
2020年6月19日付で手越祐也がジャニーズ事務所との専属契約を合意解除に伴いグループからの脱退となったため、4人体制では最後のツアーかつ映像作品となった。本作のリリース時には手越祐也は既に事務所から退所済みだが、手越の姿や歌声も通常通り収録されている。

### 初回盤
- 2枚組
- スペシャルパッケージ仕様
- 32P ブックレット
- VR ゴーグル（スマートフォン用・組み立て式）
- VR映像視聴ID封入

### 通常盤
- 2枚組
- ポストカード6枚封入
- 特典映像「WORLDISTA MC DIGEST」

## 収録内容

### 本編映像

#### DISC 1
1. Overture
2. WORLDISTA
3. オリエンテーション -INTER-
4. DEAD END
5. weeeek
6. NEWSKOOL
7. U R not alone
8. 発表会 -INTER-
9. インビジブル ダンジョン
10. Digital Love
11. 夜の森 -INTER-
12. I・ZA・NA・I・ZU・KI
13. 勿忘草
14. Symphony of Dissonance - 増田貴久
15. Going that way - 小山慶一郎
16. クイズ -INTER-
17. さくらガール
18. 恋を知らない君へ
19. リボン
20. サンタのいないクリスマス
21. MC

#### DISC 2
1. DoLLs - 手越祐也
2. 世界 - 加藤シゲアキ
3. Strawberry
4. 「生きろ」
5. ルーレット -INTER-
6. CASINO DRIVE
7. EMMA
8. BE FUNKY!
9. 四銃士
10. MR.WHITE
11. トップガン
12. 最終チェックポイント -INTER-
13. FIGHTERS.COM
14. Wonder
15. SPIRIT
16. WORLD QUEST
17. ONE -for the win-
18. BLUE
19. ゲームクリア -INTER-
20. Love Story

### 通常盤特典映像 ＜SPECIAL REEL＞
Disc 2
1. WORLDISTA MC DIGEST

### VR映像
※初回盤のみ
- 2020年10月20日から同年12月31日までの期間限定配信

1. WORLDISTA 360
  1. WORLDISTA
  2. Symphony of Dissonance
  3. Going that way
  4. DoLLs
  5. 世界
  6. トップガン
  7. Love Story